# Medulloblastoma
A medulloblastoma (kiejtése: medulloblasztóma) a gyermekkorban előforduló rosszindulatú agydaganatok leggyakoribb típusa. Leginkább 4-8 éves korban jellemző, de bármely életkorban kifejlődhet. A daganat létrejöttének kiváltó oka ismeretlen. A koponya hátsó, alsó területéről, főleg a kisagy területéről indul ki. Az esetek 50%-a a nyúltagy két felét összekötő hídon alakul ki, a többi a nyúltagyban vagy az agytörzsben. Előfordulása a fiúkban kétszer gyakoribb, mint lányokban. A gyógyulási esély nagyban függ attól, hogy a medulloblastoma melyik altípusa alakult ki. Hazánkban átlagban 12-15 új esetet regisztrálnak évente.

## Leírása
A medulloblastoma megnevezést elsőként Percival Bailey és Harvey Cushing írta le 1925-ben.  A daganat gyorsan növő típus, és a kisagy területéből indul ki. A kialakulásban szerepet játszanak a sejt szaporodását szabályozó hibák, valamint ha a kisagy felületén elhelyezkedő sejtek vándorlása a mélyebb rétegek felé nem történik meg, így a sejtek szaporodásáért felelős információs rendszerek születés után is aktívak maradnak. A medulloblastoma a rosszindulatú agydaganatok nagyjából 18%-át adja, és ezen megbetegedések 70%-a 10 éves kor alatt történik, de ritkán fordul elő egyévesnél fiatalabb csecsemők esetén. Habár a medulloblastoma kialakulása felnőtteknél is előfordulhat, ennek esélye 45 éves kor felett drasztikusan csökken. A kialakulására az esély a fiúknál nagyobb. Kialakulásában genetikai tényezők játszanak szerepet, de a medulloblastoma hajlama nem örökletes. A kialakulás pontos oka nem ismert, de több tanulmány is kizárja bizonyos korábban feltételezett környezeti tényezőket. Ilyenek például: aszpartám és egyéb mesterséges édesítőszerek fogyasztása, illetve a dohányzás és az alkoholfogyasztás vagy diétázás a terhesség időszaka alatt. Habár a diagnosztizált betegek száma az elmúlt évtizedekben enyhe növekedést mutatnak, azonban korai kijelenteni, hogy ez valódi betegszám növekedést takar, ugyanis az elmúlt évtizedekben pontosabbak lettek a diagnózisok és szervezettebb a nyilvántartás.

### Típusai
- Klasszikus: Sűrűn elhelyezkedő kis kerek sejt, nagy sötét sejtmaggal
- Desmoplasticus
- Anaplasticus vagy nagysejtes: nagyméretű sejtek
- Medullomyoblastoma: Ritkán fordul elő [5]
- Melanotikus: Ritkán fordul elő [5]

### Tünetei
Csecsemőknél az első árulkodó jel a koponya megnagyobbodása. 18 hónapos kor után jellemzővé válik a hányás és a reggeli fejfájás, ami a megnövekedett koponyaűri nyomás következménye.  A tünetek a kisagyi (automatikus mozgásért felelős terület) érintettséggel és az agyvíz (likvor) keringési zavarával állnak kapcsolatban.  A tünetek hirtelen is jelentkezhetnek illetve lehetnek részlegesek, enyhék vagy időszakosak is. Az elsőnek jelentkező influenzaszerű tünetek, úgymint levertség, ingerlékenység és étvágytalanság sokszor nem keltenek gyanút. A tünetek megjelenésének módja és intenzitása kor és alkat függő is. Például fiatalabb korban a koponya még rugalmasabb, így az agyvíz útjának elzáródása miatt kialakuló koponyaűri nyomást is részben elnyeli így nem feltétlen jelentkezik fejfájás.
- A kisaggyal kapcsolatos tünetek: 
  - Dülöngélő járás, lomha mozgás, botladozás
  - Beszédzavar
  - Iránytartási képtelenség
  - Testmozgások összehangolásának zavara

- Az agyvíz áramlási zavara miatt kialakuló tünetek:
  - fejfájás
  - hányinger és hányás, főleg a reggeli órákban, ébredés után. Ilyenkor a beteg megkönnyebbülést érez és a nap hátralévő részében nincs panasza, így nem gyanakszik komoly bajra.
  - szokatlan szemmozgás (például az egyik szem kancsalsága vagy rángása), kettős látás. [5]
  - álmosság, levertség [5]
  - súlyosabb esetben eszméletvesztés
  - ritkább esetben merev nyak

(a tünetek előfordulása a daganat helyétől függ)

### Kivizsgálása
Ha a tünetek alapján felmerül a medulloblastoma kialakulásának eshetősége, akkor a koponya elsősorban MRI (technikai nehézség esetén CT) felvételek készítésével állapítható meg az agydaganat jelenléte. Egy év alatt a kutacson keresztüli UH vizsgálat is segíthet a megerősítésben, de ez  az eljárás nem diagnosztikus értékű. Később, a műtéti eljárás során nyert szövettani minta (biopszia) kiértékelése útján állapítható meg a daganat pontos típusa és altípusa. Az altípus meghatározása rendkívül lényeges a kezelés összeállításának szempontjából.
Gerinccsapolást nem szabad végezni megnövekedett koponyaűri nyomás gyanúja esetén, mert fennáll az agykárosodás veszélye.

## Kezelése
A daganat kezelése szempontjából az elsődleges a meglévő rákos sejtek eltávolítása és elpusztítása. Majd ezután az áttétképződés (metasztázis) és kiújulás megakadályozása. Hazánkban jelenleg (2013) MBL2008 kezelési protokollt alkalmazzák a medulloblastoma esetén, ami a MBL 2004-es eljárást váltotta fel.
- Sebészeti beavatkozás: Elsőként a tumort idegsebész távolítja el műtéti úton. Ideális esetben az egész daganatot eltávolítják (totális - in toto rezekált), de mivel a daganat színe, szerkezete és anyaga nagyban hasonlít az ép agyszövetéhez, így az ha összenőtt az egészséges területtel, akkor az érzékenyebb és beavatkozás szempontjából veszélyeztetett területeken csak részleges eltávolítás (szubtotális rezekálás) lehetséges. Mivel a sebészeti beavatkozás során még az ideális teljes eltávolításkor is szakadnak le rákos sejtek, amik aztán az agyvízbe kerülnek és szétáramolnak a koponyában és a gerincvezetékben, így sikeres műtét esetén is további kezelésre van szükség. Életminőség csökkenés leginkább a sebészi beavatkozások következtében léphet fel, de jellemzően az első fél évben gyors javulás következik be.[7]

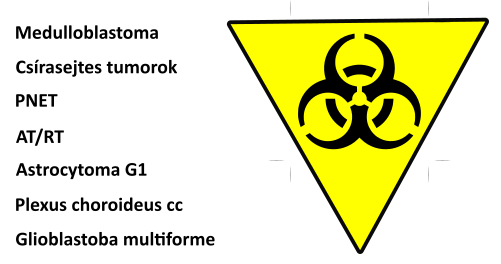
Egyes tumorok kemoszenzitivitása (felül a legérzékenyebbek)

- Kemoterápia: A medulloblastoma egy meglehetősen kemoszenzitív daganat típus, ami esetén kombinált kemoterápiára van szükség. A citosztatikumok beadása egyrészt közvetlenül a vérbe történik, másrészt a műtét során az agyvízen keresztüli érintettsége miatt gerinccsapolással (lumbálpunkció) útján a gerincvelő folyadékterébe is juttatnak daganatsejt-ellenes szereket. Ha nem alakul ki komplikáció a kezelés alatt, akkor közel egy évig tart a jelenlegi protokoll szerint a kezelés.[1]

- Sugárkezelés (irradiáció): A sugárkezelés folyamán koncentráltabb dózist kap a daganat helye, majd kisebb dózisokkal kezelik a teljes agyat és gerincet. A mai protokoll szerint több, de kisebb dózis beadása szükséges, nagyjából két hónapon keresztül. A sugárkezelést hároméves kor alatt nem alkalmazzák. [1] A sugárkezelést a sebészeti műtét után a lehető leghamarabb elkezdik, mert a daganat sejtjei elterjedhetnek a központi idegrendszerben. Bár ennek a kezelésnek vannak hosszútávú mellékhatásai, az ötéves túlélési arány több mint 70%. A sugárkezelés sérülést okoz a hipotalamuszban; a kezelt gyerekek 80%-ában csökken a növekedési hormon mennyisége. A gerincet ért rombolás is oka lehet a páciens későbbi alacsony magasságának. Az endokrin rendszer is károsodhat. A négy év alatti gyermekek esetén a sugárkezelés és/vagy kemoterápia negatív hatással lehet a szellemi teljesítményre, problémák lehetnek az olvasással, írással, a rövid távú memóriával. Idősebb gyermekeknél ez a hatás kevésbé jelentkezik. A hosszútávú hatások közé tartozik, hogy a besugárzás helyén évtizedek múlva (10-20 év) a kezelés hatására daganat alakulhat ki.[9]

A kemo- és sugárterápia hatására alacsony vérsejtszám (citopénia) alakul ki, amelyet a típusától függően vérkészítmények adásával, csontvelő-sejteket serkentő gyógyszerekkel kezelnek. Szükség esetén antibiotikumos kezeléssel lépnek fel a bakteriális fertőzések ellen.
Ha a beteg állapotának rizikófaktora magas, akkor szükség lehet a szervezet által elviselhető mértéknél nagyobb dózisú kemoterápiás vagy irradiációs (sugár) kezelés alkalmazására is, amely az esetek 90%-ban jelentős javulást eredményez. Ilyenkor a vérképző szervek károsodásának helyreállítására autológ csontvelő-átültetést (autológ őssejt-transzplantáció) végeznek. A kezelést megelőzően egy ötnapos őssejt-serkentő kezelés után a beteg saját csontvelői őssejtjeit szeparálják (feretizálás), majd mélyhűtve tárolják (-170C°). A szervezetet megterhelő kezelés után egy nappal megtörténik az őssejtek visszaadása (transzplantáció). Az őssejtek megtapadása után 9-20 nappal újra megindul a véralkotó sejtek termelődése. A kezelés és a megtapadás közötti időszakban a betegnek steril szobában kell tartózkodnia a súlyos fertőzésveszély miatt, ami a vérsejtek hiányának következtében áll fent. Habár a saját őssejt-átültetés kevesebb kockázattal jár, mint a nem saját (allogén) átültetés, de előfordulhatnak átmeneti szövődmények, mint például a máj vénáinak elzáródása.  Ha a beteg életkora miatt a sugárkezelés nem lehetséges, akkor mindenképp javasolt a nagy dózisú kemoterápiás kezelés autológ csontvelő-átültetéssel.

### Utógondozás
A kezelés befejezése után az első 3 évben félévente, majd a páciens életfolyamán évente kell koponya és gerinc MR kontroll vizsgálatot végezni, hogy időben lokalizálható legyen az esetleges visszatérő daganat. 
A műtét és sugárterápia az Endokrin rendszer zavarához vezethet, ezért félévente figyelemmel kell követni a következőket: pajzsmirigy hormonok, nemi hormonok, testmagasság, testsúly és Tanner stádium.
A kemoterápia károsító hatása miatt évente hallás, vesefunkció, hasi UH és mellkasi röntgen vizsgálat szükséges.

## Gyógyulási tényezők
A gyógyulási esélyek meghatározásában a különböző szakirodalmakban nagy az eltérés. Ennek oka összetett. A medulloblastoma altípusainak összevont statisztikai mutatói megtévesztőek lehetnek a megbetegedett egyénre kivetítve. A medulloblastoma altípusai között nagy az eltérés a teljes gyógyulás esélyeire. Amíg például a megfelelő kezelés esetén általában a desmoplasticus és klasszikus altípusoknál az esetek többségében megtörténik a teljes gyógyulás (70%-80%), addig a nagysejtes vagy anaplasticus altípusok esetén csekélyebb az esély erre (30%-65%). Mindezeken felül egyéni tényezők is fontos szerepet játszanak, mint a páciens kora (három év alatti babáknak kisebb az esélye), a tumor mérete (3cm-t  vagy 1,5cm³-t meghaladó tumorméret), áttétképződés megindulása, vagy a műtéti eltávolítás hatékonysága (teljes vagy részleges). Ez alapján megkülönböztetnek alacsony avagy kedvező (LR= low risk) és magas vagyis kedvezőtlen (HR= high risk) kockázatú csoportokat, amely a terápia megválasztási módját is befolyásolja.  A gondos rizikófaktor besorolás ellenére azonban előfordulhat, hogy alacsony faktorú páciensnél agresszív lefolyású lesz a betegség, vagy magas rizikófaktor besorolás mellett könnyű lefolyással zárul a kezelés. 
Egy 2006-os értékelés szerint a hazai alacsony rizikófaktoros betegeknél elért eredmények megfelelnek a nemzetközi értékeknek (74%). A magas rizikófaktor esetén rosszabbak voltak az eredmények, de ezután került bevezetésre a nagy dózisú kemoterápiás kezelés autológ őssejt-transzplantációval, amely célja az eredményesség javítása volt. Ennek eredményeként a magas faktoros betegek túlélési aránya 17,4%-ról 70% fölé emelkedett (5 éves időszakot követő statisztika szerint).
A kezelések sikerének felmérését nehezíti, hogy habár a gyógyítási technikák fejlődnek, de a gyógyultság csak 10 év után jelenthető ki, így a jelenlegi teljes visszajelzések évtizedesek. Ezenfelül egyes vizsgálati anyagok csak 5 éves periódusra kivetítve állítanak fel prognózist.